# Rita Adam
Rita Adam, née le 12 juillet 1969 à Bienne, est une diplomate suisse. Depuis 2021, elle est Cheffe de la Mission de la Suisse auprès de l’Union européenne. 

## Biographie
Rita Adam est née le 12 juillet 1969 et grandit à Bienne. Après avoir passé sa maturité dans la même ville, elle étudie le droit à l'Université de Berne. Elle passe son brevet d'avocat en 1996. Avant de rejoindre le Département fédéral des affaires étrangères, elle travaille au tribunal régional de Thoune.
Lors de sa formation en tant que diplomate, elle effectue un stage à la mission suisse auprès des Nations Unies à Genève et à l'ambassade suisse en Afrique du Sud. Elle passe le concours diplomatique en 1999.
Après la conclusion de sa formation et un passage à la division responsable des organisations internationales, elle est nommée cheffe de la section juridique à l'ambassade suisse à Paris en 2005, poste qu'elle occupera jusqu'en 2008,.
De 2010 à 2014, elle est nommée vice-directrice de la Direction du droit public international au DFAE. Cette fonction est associée avec la fonction d'ambassadrice suisse auprès du Liechtenstein,. Elle poursuit sa carrière en tant que cheffe de mission à Tunis de 2014 à 2018, puis à Rome dès 2018.
En 2020, elle est nommée cheffe de la mission suisse à Bruxelles, succédant à Urs Bucher. Sa nomination est perçue par plusieurs journaux comme une surprise relative, car elle n'était pas la préférée pour le poste,,. Elle doit entrer en fonction le 1er septembre 2021.

### Publications
- Rita Adam et Valentin Zellweger, « The proposed Swiss comprehensive act on asset recovery », dans Gretta Fenner Zinkernagel, Charles Monteith, Pedro Gomes Pereira, Emerging trends in asset recovery, Berne, P Lang, 2013, 354 p. (ISBN 9783034313087), p. 173-181.

### Interviews
- (de) Andrea Butorin, « «Eine Verankerung in der Schweiz ist zentral für diesen Beruf» », Bieler Tagblatt,‎ 29 août 2020 (lire en ligne , consulté le 4 mai 2021).
- « L'invitée de La Matinale - Rita Adam, ambassadrice de la Suisse à Rome - Radio », sur rts.ch, 27 octobre 2020 (consulté le 4 mai 2021).